# 中村和彦 (発育発達学者)
中村和彦（なかむら かずひこ、1960年 - ）は日本の教育学者、山梨大学学長。発育発達学等を専門とする。

## 人物
1960年山梨県生まれ。山梨県立甲府第一高等学校卒業。山梨大学教育学部卒業。筑波大学大学院体育研究科修了。筑波大学体育センター準研究員、山梨大学教育学部助手を経て、山梨大学教育人間科学部教授。専門は、発育発達学・運動発達学・健康教育学。
他に、文部科学省中央教育審議会スポーツ・青少年分科会スポーツ振興に関する特別委員会委員、文部科学省小学校学習指導要領解説体育編作成協力者、日本体育協会ジュニアスポーツ指導員部会部会長、日本オリンピック委員会(JOC)ゴールドプラン専門委員会委員、NHK教育テレビ番組「からだであそぼ」「あさだ!からだ!」「おかあさんといっしょ」監修など。『子どものからだが危ない』（日本標準）など著書多数。

## 社会的活動
- 文部科学省中央教育審議会スポーツ・青少年分科会スポーツ振興に関する特別委員会委員[2]
- 文部科学省中央教育審議会健やかな体を育む教育の在り方に関する専門部会委員[1]
- 文部科学省学習指導要領の改善に関する調査研究協力者会議委員
- 文部科学省全国体力・運動能力、運動習慣等調査に関する検討委員会委員・WG委員長
- 文部科学省子どもの体力向上実践協議会ワーキング委員
- 文部科学省体力向上の基礎を培う幼児期の実践活動の在り方に関する調査研究協力者会議委員[1]
- 文部科学省競技者育成プログラム普及促進連絡会議委員[1]
- (財)日本オリンピック委員会(JOC)ゴールドプラン専門委員会委員[2]
- (財)日本体育協会ジュニアスポーツ指導員部会部会長[2]
- (財)日本体育協会指導者育成部会部会員[1]
- (財)日本体育協会日本スポーツ少年団指導育成部会部会員[1]
- 日本トップリーグ連携機構「ボールであそぼう」プロジェクトチーフ[1]
- (財)日本レクリエーション協会子どもの体力向上推進事業プロジェクトチーフ
- 日本放送協会（NHK）「からだであそぼ」[1]「あさだ!からだ!」「おかあさんといっしょ」より『ブンバ・ボーン！』[3]監修者
- (財)日本プロサッカーリーグ（Jリーグ）技術委員会委員[1]
- 日本発育発達学会理事[1]
- 日本発育発達学会機関誌「発育発達研究」「子どもと発育発達」編集委員[1]
- 日本体育学会代議員
- 日本体育学会国際機関誌｢International Journal of Sports and Health Science｣編集委員[1]

## 研究テーマ
研究分野：発育発達学・学校保健学
- 「近年の子どものライフスタイル・遊びの変遷とその影響に関する研究」
- 「子どものこころとからだの育ちと子育て・教育のあり方に関する研究」
- 「子どもの運動遊び・スポーツの諸問題と環境設定・指導プログラムに関する研究」
- 「高齢者の健康運動プログラムの開発とその評価に関する研究」

## 著書
- 「元気アップ！健康12ヶ月」（日本標準） 平成18年4月
- 「公認ジュニアスポーツ指導員養成テキスト」（日本体育協会） 平成17年3月
- 「子どものからだが危ない －今日からできるからだづくり－」（日本標準） 平成16年8月[1]